# ذي إيج
ذي إيج (بالإنجليزية: The Age)‏ هي صحيفة يومية يتم نشرها في ملبورن، أستراليا منذ عام 1854. تملكها وتقوم بنشرها فيرفاكس ميديا. في ديسمبر 2013 كان لدى الصحيفة معدل انتشار يبلغ 131000 ويرتفع إلى 196000 في أيام الأحد.

## وصلات خارجية
- ذي إيج على موقع الموسوعة البريطانية (الإنجليزية)
- ذي إيج على موقع روتن توميتوز (الإنجليزية)

- الموقع الرسمي